# Escándalo de corrupción en el Ministerio Público del Perú

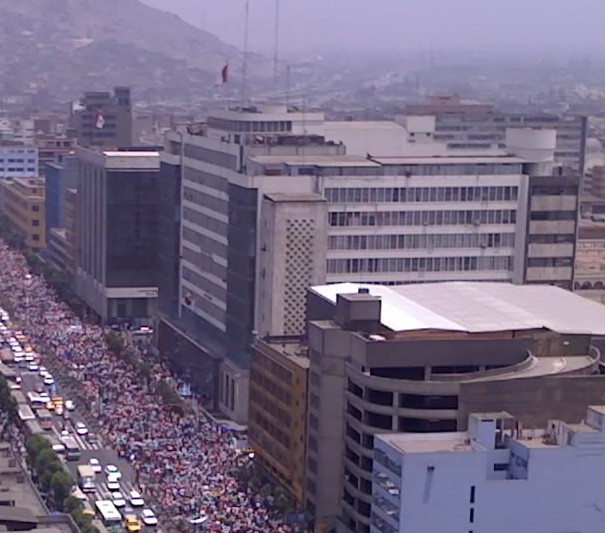
Vista de la sede central del Ministerio Público.

El caso «La Fiscal y su Cúpula del Poder» se refiere al escándalo de corrupción en el Ministerio Público del Perú. Este caso se dio durante el mandato de la fiscal de la Nación, Patricia Benavides, y fue investigado inicialmente por el Equipo de Fiscales contra la Corrupción en el Poder (Eficcop). 
A Benavides se le imputa que, en su calidad de máxima autoridad del organismo constitucional autónomo, estuvo vinculada a conflictos de intereses. El primero de estos hechos fueron posibles favores con los congresistas del periodo 2021-2026. Esto incluyó la posible coordinación de los sectores políticos para solicitar la destitución de los integrantes de la Junta Nacional de Justicia (JNJ) junto a su entonces asesor Jaime Villanueva y personas cercanas. Además se le acusa de incentivar con algunos parlamentarios la inhabilitación de la exfiscal de la nación, Zoraida Ávalos para destituirla de su cargo en la fiscalía.

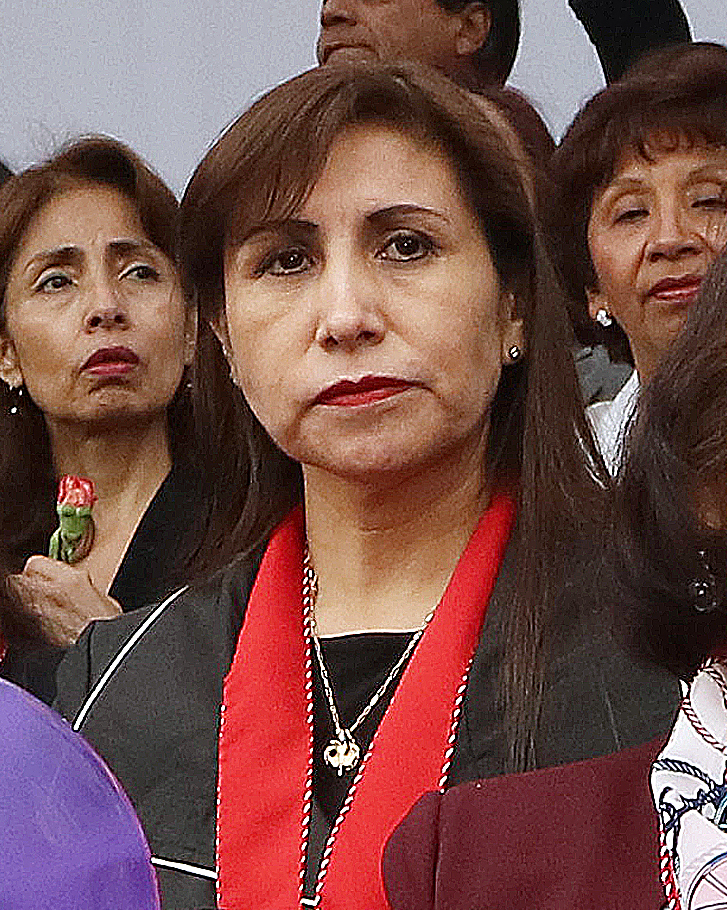
Abogada Patricia Benavides, Fiscal de la Nación de Perú 2022-2023.

Por otro lado, Benavides fue investigada por aparentemente haber solicitado reemplazar a figuras por otras. Entre estas figuras se encontraban Marita Barreto, del equipo de fiscales contra la corrupción del poder; Rafael Vela, coordinador del equipo especial Lava Jato; Magaly Quiroz, encargado del caso Cuellos Blancos; y Bersabeth Revilla, fiscal adjunta suprema que llevaba casos vinculados al narcotráfico donde se investigaba a la hermana de Benavides, Emma Benavides, por presuntos sobornos provenientes del tráfico de drogas. Algunos de estos expedientes fueron llevados a la Junta Nacional de Justicia.
Luego del estallido del escándalo, en diciembre de 2023 Patricia Benavides fue suspendida temporalmente del cargo sin formalizar su investigación. Su sucesor interino, Pablo Sánchez, abrió una investigación a Benavides en enero de 2024. En mayo de 2024, la JNJ destituyó a Benavides de su puesto, de la misma forma que ocurrió con su hermana Enma Benavides.
Tras la detención de Villanueva y su asignación como colaborador eficaz, siguió declarando otros sucesos relacionados al Ministerio Público, donde otros personajes públicos fueron involucrados. Entre ellos, el periodista Gustavo Gorriti, en el presunto acto de dirigir las investigaciones de los fiscales Rafael Vela y José Domingo Pérez; y el fiscal Pablo Sánchez, en el archivamiento del caso Chinchero para que Martín Vizcarra pudiera acceder a la presidencia. Estos actos motivaron a que la JNJ iniciara una investigación por separado a Sánchez, Domingo Pérez y Rafael Vela. Posteriormente, se concluyó que las declaraciones de Villanueva se descartaron al considerarlas inverosímiles, pero se les permitió a que Pablo Sánchez y Rafael Vela fuesen investigados.

## Contexto

### Operación Valkiria V
En el mes de noviembre de 2023, el Equipo de Fiscales contra la Corrupción en el Poder (Eficcop) llevó a cabo la operación Valquria V (o Valquria V), bajo la dirección de la fiscal Marita Barreto. En esta operación se investigaba a una presunta organización delictiva liderada por la fiscal Patricia Benavides, quien fue acusada de obstaculizar la investigación en su contra.
Se presentó un informe sobre el caso, que coincidió con la remoción de la fiscal Barreto del Eficcop. Horas antes, según el medio digital Epicentro, se realizó una reunión de emergencia para planificar la orden de remoción. Uno de ellos fue Marena Mendoza Sánchez, figura asignada por la Fiscalía como reemplazante de la fiscal Barreto. Posteriormente, el fiscal José Domingo Pérez denunció la destrucción de documentos dentro del Ministerio de la Nación, cuya actividad había sido ordenada por Mendoza Sánchez.
El operativo Valquiria V puso de manifiesto tres puntos importantes por los que se acusa a Patricia Benavides de haber incurrido en procedimientos irregulares: la elección del defensor del Pueblo, la inhabilitación de la exfiscal de la Nación Zoraida Ávalos y el juicio político de los miembros de la Junta Nacional de Justicia.

#### Declaraciones de Jaime Villanueva y conflicto de intereses
El informe de la operación tomó como sustento las capturas de pantalla de las conversaciones de WhatsApp, otorgadas por el informante apodado «agente Roberto», un encargado especial de la Fiscalía. En ella apareció el asesor Jaime Villanueva, quien era considerado el «el único autorizado por la fiscal de la Nación». Estas conversaciones evidenciaban la injerencia política de la Fiscalía en asuntos ajenos a su competencia. En ellas, Villanueva se refería al expresidente Martín Vizcarra como un adversario de gran poder en la política peruana, por lo que se buscaba remover a los miembros de la JNJ y otras instituciones que se consideraban afines a sus ideales políticos, en la denominada «élite caviar», con el apoyo del defensor del pueblo Josué Gutiérrez Cóndor. La identidad de Roberto ha sido un tema de discusión entre el equipo fiscal y las altas autoridades del Ministerio Público.
Por otro lado, Villanueva coordinaba con otros funcionarios para lograr el cambio de autoridades. Uno de esos cambios fue el reemplazo de Bersabeth Revilla para impedir que Enma Benavides sea investigada por un caso de narcotráfico.  El exasesor subrayó la importancia de la hermana de la entonces fiscal de la Nación, quien actuaba como intermediaria entre el partido Fuerza Popular y el ente fiscalizador autónomo. Un cambio similar se produjo con Magaly Quiroz, encargada del caso Cuellos Blancos, quien fue removida por Elmer Ríos bajo el pretexto de «generar un buen clima laboral», luego de que este notara la preocupación por Enma Benavides.

#### «Los Niños» y presuntos favores de parlamentarios
El documento también mencionó un supuesto trato de favor para sentenciar a Zoraida Ávalos, a cambio de absolver a los congresistas vinculados a la organización criminal «Los Niños». Para ello Villanueva animó en la aprobación del fujimorista Ernesto Bustamante antes de generar represalias contra los congresistas.  Además, se realizaron otras comunicaciones con políticos importantes, como el líder de Perú Libre, Vladimir Cerrón. A este supuesto trato de favor se añadió la posibilidad de la elección de Gutiérrez Cóndor para asumir el cargo de defensor del pueblo.
El programa Beto a saber informó que, al menos, seis congresistas fueron mencionados en el informe elaborado por el Ministerio Público el 3 de diciembre de 2023 para solicitar su detención preliminar. Los legisladores mencionados fueron Darwin Espinoza, Wilson Soto, Jorge Flores Ancachi, Hilda Portero, Katy Ugarte y Francis Paredes. Posteriormente, el medio Infobae informó el 14 de diciembre de 2023 que al menos 11 congresistas cuyas investigaciones por presunta corrupción fueron archivadas por Benavides solicitaron la destitución de la JNJ el mismo día.
Previamente a las divulgaciones de Jaime Villanueva, la excongresista Betssy Chávez afirmó en diciembre de 2023 que había recibido información acuerdo a la cual su suspensión del cargo de congresista habría sido negociada por una presunta organización criminal, pero no pudo continuar con el proceso debido al cierre de la investigación preparatoria, que fue ordenada por el fiscal retirado por Benavides, Uriel Terán, hacia los acusados Chávez, Pedro Castillo, Aníbal Torres, Roberto Sánchez y Willy Huerta por supuesta rebelión.

### Valkiria VI
En diciembre de 2023, se publicó una tesis que planteaba los objetivos más allá de la planteada en Valquiria V. El más notable de estos objetivos correspondió a los cambios en la administración del Ministerio Público, mediante la medida de conclusión de designación o suspensión de funciones de fiscales superiores, adjuntos supremos y coordinadores nacionales.
En la nueva investigación también involucraron a Hernán Garrido Lecca y el abogado José Luis Hauyó por ser responsables de influenciar Benavides para ser electa fiscal por la Junta Nacional de Justicia. Ambos fueron cercanos al jefe de la Autoridad Nacional de Control del Ministerio Público, Juan Fernández Jerí, para facilitar la destitución de Rafael Vela del equipo Lava Jato. También se indignaron las estrategias junto a los responsables para impedir que el Eficcop descubra a los integrantes de la organización durante sus diligencias. Como resultado, se realizaron allanamientos en sus viviendas bajo el operativo Valkiria VI.
Además, documentos oficiales y reservados del Ministerio Público, que se encuentran en calidad de antecedente desde abril hasta el pasado mes de noviembre, pusieron de manifiesto que el fiscal Andy Rodríguez llevaba a cabo operaciones de vigilancia policial sobre los periodistas  Juan Carlos Tafur del medio independiente Sudaca y César Romero de la sección judicial de La República, que se encontraban realizando su labor de informar sobre la situación de dicha entidad. Con posterioridad, Patricia Benavides indicó que no había estado involucrada en la labor de Andy Rodríguez, quien fue finalmente removido de su cargo tras conocerse estas revelaciones.
Además, una nueva resolución fiscal en enero de 2024 afirmó que algunas congresistas de izquierda, como Edgar Tello y Katy Ugarte, habrían actuado como presuntos operadores para captar votos a favor de la suspensión de Zoraida Ávalos.
Con el tiempo, Villanueva expuso otros detalles sobre revelaciones para sustentar sus declaraciones. En ella, presentó una presunta orden emitida por Benavides a un fiscal  para que preparara una denuncia por prevaricato contra los jueces que otorgaron una medida cautelar a favor de la Junta Nacional de Justicia (JNJ) para evitar su remoción. Esta denuncia fue enviada a la congresista Patricia Chirinos para que la presentara como suya y así proceder con el juicio político.
Por otro lado, Villanueva mencionó que Martha Moyano pidió a Patricia Benavides remover a Domingo Pérez y Rafael Vela. Según contó Villanueva, Benavides le mencionó que mejor iba a esperar a que se vaya por sus propios méritos ya que por esa época estaba postulando para ser juez. Más adelante, declaró que Benavides estaba fastidiada por Moyano ya que «le venía pidiendo muchas cosas y por eso ella buscó canal directo con la alta dirección de Fuerza Popular», quienes estaban interesados en remover a Domingo Pérez y Rafael Vela, y le dijo Benavides a Villanueva que «siga coordinando con 'la negra' para que no se resienta, pero ya menos». Villanueva también contó que Moyano le recriminó a Benavides que hubiera abierto investigación por genocidio a Dina Boluarte y Alberto Otárola. Adicionalmente, Villanueva denunció que el congresista José María Balcázar, de Perú Bicentenario, habría querida archivar su caso por apropiación indebida de 340000 soles del Colegio de Abogados de Lambayeque.

### Valkiria XI (referido también como II)
En abril de 2024 se realizó un nuevo operativo en Lima a cargo del fiscal Christian Niño Torres. El resultado fue la detención preliminar de 7 personas y el allanamiento de 21 viviendas. Entre los detenidos se encontraba el abogado José Luis Castillo Alva, quien estuvo vinculado en el caso Cuellos Blancos. La operación también reveló la identidad de un oficial de la División de Investigación de Delitos de Alta Complejidad (Diviac) como presunto proveedor de información policial a la exfiscal de la Nación. Durante un operativo, la exfiscal Patricia Benavides apareció junto a los detenidos.
La investigación alegaba que Benavides había conspirado con un fiscal para impedir la continuación de la investigación contra Castillo Alva. El periodista Umberto Jara, quien había contactado a la esposa de Castillo Alva con respecto a supuestas irregularidades cometidas por Jaime Villanueva, también estuvo involucrado. El objetivo era intercambiar pruebas con la complicidad de la fiscalía.
Por otro lado, el periodista Juan Carlos Tafur confirmó que los fiscales ingresaron a su vivienda para indignar el caso Sada Goray, a cargo de la fiscal Patricia Benavides. Tafur reconoció encontrarse vinculado con la investigación al mantener reuniones con Benavides y antecedentemente una relación de amistad con Jaime Villanueva.

## Medidas dictadas tras el escándalo de corrupción

### Suspensión de Patricia Benavides
El 7 de diciembre, la Junta Nacional de Justicia, acordó por mayoría, la suspensión del cargo de la fiscal de la Nación, Patricia Benavides. En respuesta, Benavides, dijo en un mensaje, que no está de acuerdo con su suspensión, asimismo, arremetió contra los fiscales supremos, de quienes dijo, hay un sector que intentaría copar el Ministerio Público. Al ser citada al Congreso de la República declaró que los señalamientos contra ella obedecían a intereses políticos. El magistrado Gustavo Gutiérrez Ticse, integrante de la JNJ, afirmó días después que Benavides permanecerá en condición de suspendida, incluso si el Tribunal Constitucional falla a su favor.
En febrero de 2024, la Fiscalía suspendió la investigación de Patricia Benavides hacia el juez César San Martín, luego de descubrirse que formaba parte de un plan de contingencia en caso de remover de la institución a Enma Benavides.
En mayo de 2024, los cinco integrantes de la Junta Nacional de Justicia votaron a favor del informe final sustentado por la consejera María Zavala Valladares. Con esta decisión, Benavides fue cesada de los cargos de fiscal suprema y fiscal de la Nación.

### Detención de Jaime Villanueva y otras acciones en los cargos
Durante la revelación de la investigación, Villanueva fue detenido preliminarmente por el Séptimo Juzgado de Investigación Preparatoria Nacional por 10 días. Días después, el fiscal interino Pablo Sánchez inició a mediados de diciembre el proceso de reversión de autoridades elegidas por Benavides. Fiscales importantes como Guillermo Silva y Rudy Aguedo del Castillo fueron retirados del equipo de investigación. 
Por otro lado, el Poder Judicial realizó un administrativo disciplinario a Jacqueline Tarrillo Meneses, por conceder a Benavides la medida cautelar que suspendiera las investigaciones preliminares seguidas contra ella por la Junta Nacional de Justicia a cambio de un favor particular. Debido a la falta de una medida de suspensión de las investigaciones, Delia Espinoza asumió en enero de 2024 el proceso penal contra la exfiscal de la Nación.
El ministro de Justicia, Eduardo Arana, solicitó al ente autónomo fiscal la restitución de Barreto, que fue retirada en ese mes, para continuar con la investigación hacia la presunta organización delictiva. Finalmente, el fiscal interino que la sucedió, Pablo Sánchez, autorizó la restitución de Marita Barreto.

### Investigación a Patricia Benavides
El 9 de enero de 2024, la Fiscalía Suprema Especializada en Delitos Cometidos por Funcionarios Públicos, a cargo de la fiscal suprema Delia Espinoza, dio inicio a las investigaciones preliminares a Patricia Benavides por los presuntos delitos de crimen organizado, tráfico de influencias, encubrimiento personal, falsedad ideológica y otros. Para las investigaciones, se dispuso de un plazo de seis meses.
En el marco de la apelación a la suspensión de Benavides, en enero de 2024, el abogado de Benavides, Jorge del Castillo, solicitó a la Junta Nacional de Justicia citar a 10 congresistas para brindar declaraciones como testigos. Las personas citadas fueron: Martha Moyano (Fuerza Popular), Alejandro Soto (APP), José Williams (Avanza País y presidente del Congreso), Ernesto Bustamante (Fuerza Popular), Idelso García (APP), Lady Camones (APP), Gladys Echaíz (Renovación Popular), Luis Alegría (Fuerza Popular), José Balcázar (Perú Bicentenario) y Patricia Chirinos (Avanza País). Algunos de ellos fueron atribuidos en las conversaciones descubiertas del fiscal Jaime Villanueva para elegir al defensor del pueblo. Además de solicitar a la JNJ que exija a la fiscalía el resultado de las pericias informáticas para verificar la autenticidad de las comunicaciones de WhatsApp que sustentaron el inicio del procedimiento disciplinario de la JNJ contra Benavides.
Durante la apelación, la defensa de Benavides presentó un informe pericial en donde se afirmaba que las conversaciones de WhatsApp de Villanueva eran «dudosas», además de otros señalamientos a los mismos, por lo que exigieron que las conclusiones sobre las conversaciones de mensajería sean corroboradas por peritos forenses del laboratorio digital del Ministerio Público, de la División de Investigación de Delitos de Alta Tecnología (DIVINDAT) y de la Dirección de Criminalística (DIRCRI) de la Policía Nacional, y de la Superintendencia Nacional de Aduanas y de Administración Tributaria (SUNAT), esto a pesar de que Jaime Villanueva reconoció previamente la veracidad de los chats cuando se acogió a la colaboración eficaz. Sobre el celular de donde se extrajo las conversaciones, Villanueva señaló que estaba destruido y que lo hizo por orden de Benavides.
En marzo de 2024, se incluyó a 16 congresistas por los vínculos con Benavides.
En abril de 2024 se Benavides realizó su descargo ante la JNJ. Sin embargo, la abogada declaró tres versiones sobre los hechos que terminaron en su suspensión.
En marzo de 2025 se hizo pública una conversación grabada en la que participaron Christian Salas, abogado de Fuerza Popular; Christian Salas Beteta, abogado de la exfiscal de la Nación, y Juan Fernández Jerí, jefe de la Autoridad Nacional de Control del Ministerio Público. Los dos últimos mencionados hablan sobre cómo destituir a los fiscales Marita Barreto, Rafael Vela y José Domingo Pérez. El fiscal supremo Marcial Páucar Chappa ofreció la grabación en octubre de 2024, casi un año después de la destitución de Patricia Benavides.
En junio de 2025, la nueva composición de la Junta Nacional de Justicia decidió restituir a Patricia Benavides. La decisión, firmada únicamente por Gino Ríos, se basó en que la suspensión de Benavides fue un proceso «exprés» y carente de imparcialidad, amparándose en la Ley N.º 27444. La decisión fue respaldada por el partido político Renovación Popular, pero fue criticada por haberse tomado en una sesión privada y sin contar con el consenso de todos los miembros. Andy Carrión y otros especialistas consultados por Infobae señalaron que la restitución es inconstitucional.

## Impacto
Tras ocurrir el escándalo, el periodista César Hildebrandt criticó la falta de independencia de la fiscal Patricia Benavides. Así mismo advirtió que Benavides se había reunido con personajes vinculadas al aprismo que estuvieron investigados por el Ministerio Público como Pilar Nores, la ex primera dama y exesposa del expresidente Alan García. El excongresista Daniel Abugattás compartió las declaraciones de Benavides, al señalar que el partido político APRA estaría tomando medidas de protección a la suspendida exfiscal.
Políticos y ciudadanos en general realizaron manifestaciones contra el Ministerio Público bajo la gestión de Benavides.
Mientras tanto, la presidenta de la República, Dina Boluarte, no confirmó ni negó que obtuviera información privilegiada obtenida a partir de las declaraciones del asesor y principal colaborador del escándalo, Jaime Villanueva.
En marzo de 2024 se realizó una nueva sesión desde la Comisión Interamericana de Derechos Humanos que abordó exclusivamente la crisis judicial en el país. Participaron el Instituto de Defensa Legal (IDL), el Centro por la Justicia y Derecho Internacional (CEJIL), la Oficina en Washington para Asuntos Latinoamericanos (WOLA) y la Fundación para el Debido Proceso (DPFL) bajo la parte civil. El Defensor del Pueblo asistió al evento como representante del Estado. La exfiscal Patricia Benavides animó a participar en esa sesión, según declaró su abogado Jorge del Castillo, sin éxito.
Por otro lado, con la hipotética orden de realizar allanamientos en los despachos de los parlamentarios investigados, el presidente del Congreso, Alejandro Soto amenazó a la fiscal encargada Delia Espinoza. Señaló en sus redes sociales que no permitiría una «intromisión de esta naturaleza en el primer poder del Estado». Además, el Congreso aprobó una denuncia contra Delia Espinoza por investigar a sus miembros, denuncia que posteriormente fue desestimada. Por otra parte, Patricia Chirinos y otros congresistas denunciaron al fiscal Juan Carlos Villena por autorizar que Espinoza asumiera las investigaciones a Patricia Benavides.

## Menciones de Jaime Villanueva a otras autoridades y figuras públicas

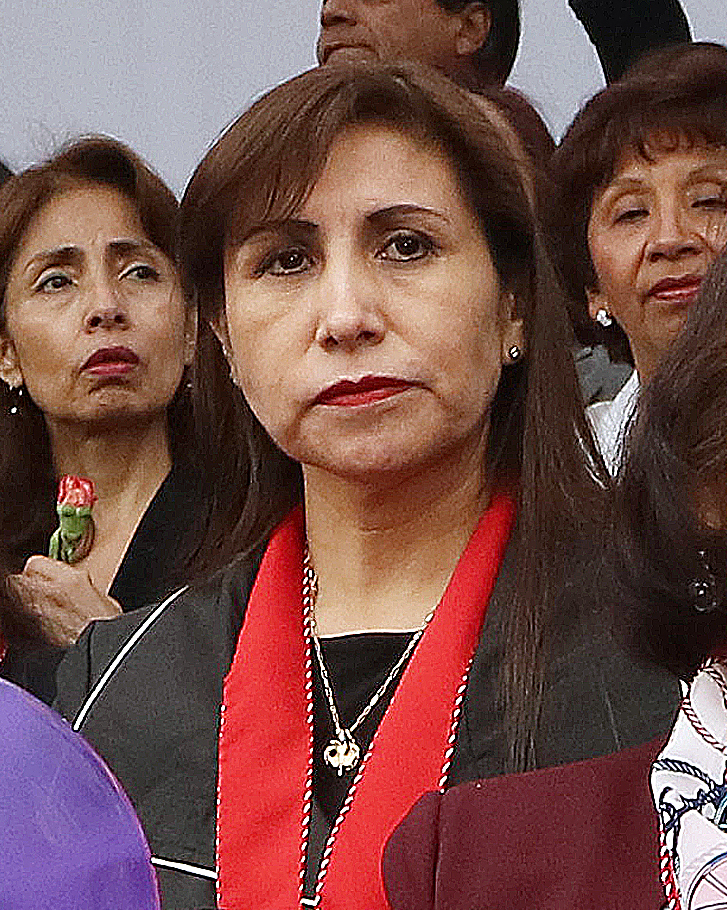
La fiscal Patricia Benavides en 2018.

Durante la investigación del caso «La Fiscal y su Cúpula del Poder», se tuvieron en cuenta otras revelaciones del Ministerio Público que resultaron ser información adicional no relacionada directamente con el asunto original. Estos hallazgos se produjeron fuera del período en el que Benavides ocupó el cargo de fiscal de la Nación y se remontan a años anteriores.
Jaime Villanueva es una de las figuras que ganó fama por sus declaraciones. Villanueva ha manifestado principalmente su postura contra la «prensa caviar» que apoya la labor del Equipo Especial Lava Jato en la investigación de la Operación Autolavado. Sus revelaciones han comprometido a varios periodistas y figuras de la política, por lo que se ha procedido a investigarlos, como Marita Barreto, Alberto Otárola y Dina Boluarte, entre otros.

### Declaraciones sobre Gustavo Gorriti y el Instituto de Defensa Legal
La Asociación Nacional de Periodistas publicó un informe en el que señaló que diversos medios de comunicación, entre ellos Expreso y Willax Televisión, y el colectivo La Resistencia emprendieron una campaña de descrédito contra la actividad periodística de Gustavo Gorriti. El informe detalla que ambos medios de comunicación pretendieron que Gorriti fuera sujeto de investigación por parte del Equipo Especial de Fiscales contra la Corrupción del Poder, ya que había sido mencionado en las declaraciones del exfiscal Jaime Villanueva. Por su parte, Associated Press informó que en la campaña de desprestigio llevada a cabo por los medios de comunicación involucrados, Gustavo Gorriti es presentado como un individuo adverso, acusado de egocentrismo y crueldad, y de dañar a personas inocentes.
Ante las alegaciones de una presunta campaña de desinformación, Villanueva declaró que «a mí no me sorprende que digan que miento... cuando el señor Gorriti, el señor Vela, el señor Pérez, cuando hablo de sus adversarios: Patricia Benavides, etc., digo la verdad, cuando hablo de ellos, miento. El señor Gorriti tiene una proyección medio esquizoide... en el sentido de que piensa que como testigo miento, como colaborador digo la verdad. Y yo quiero decirle que yo en todo momento... he dicho la verdad». Además mencionó que «el señor Gorriti, principalmente... utiliza, su medio de comunicación [IDL-Reporteros] constantemente, me ha dedicado como cinco artículos... pero él lo utiliza, deliberadamente, insultándome, desprestigiándome, incluso atacándome en mi centro laboral...».

#### Gustavo Gorriti y su presunta influencia en las investigaciones de Keiko Fujimori y Alan García
El 7 de febrero de 2024, durante la emisión del programa televisivo de Milagros Leiva transmitido por Willax Televisión, se dieron a conocer en exclusiva nuevas declaraciones de Jaime Villanueva. En dichas declaraciones, Villanueva afirmó que el periodista Gustavo Gorriti habría «dirigido», o ejercido influencia, las labores investigativas desarrolladas por los fiscales José Domingo Pérez y Rafael Vela, encargados del Caso Cócteles que implicó a la señora Keiko Fujimori. Asimismo, se hizo mención al exfiscal de la Nación, Pablo Sánchez, indicando que sostenía reuniones frecuentes con el director de IDL-Reporteros. Posteriormente, se divulgaron declaraciones del señor Villanueva en las que vinculaba al fiscal Vela y al periodista Gorriti en el intercambio de información confidencial «para cercar (intervenir) a Alan García». El exasesor de Benavides añadió que había establecido contacto con Gorriti entre los años 2017 y 2018, período en el que, según él, el periodista «indicaba a quiénes se debía investigar, qué interrogatorios formular y dónde obtener la información».
José Villanueva también dio a conocer en sus declaraciones de una campaña de victimización acordada tras una reunión entre Gorriti y Domingo Pérez en la cual este último debía decir que le habían forzado la puerta de su casa, además de la presión de Gorriti para que contrataran al fiscal Stefan Lenz. La suposición de una coordinación entre el periodista y el fiscal no era nueva; en 2018, cuando destapó el escándalo de La Botica, el diario Correo ya afirmaba que en redes sociales se compartían falsas conversaciones entre ambos.
La política Keiko Fujimori compartió las declaraciones que involucra a Gorriti y solicitó «investigar a fondo» a Domingo Pérez y Vela. Además, vinculó a Gorriti con «una operación política» en su contra y contra su partido, Fuerza Popular. A este pedido de investigación se sumaron abogados, policías y militares en retiro. Momentos después, la JNJ abrió investigación, por separado, a Pablo Sánchez, Vela y Domingo Pérez. A pesar de las investigaciones, el secretario de Fuerza Popular, Luis Galarreta, anunció que el partido político denunciará a Vela y Domingo Pérez.
Gorriti calificó estas declaraciones como una campaña de desinformación por parte de algunos políticos y medios de comunicación y que «estamos trabajando en una publicación sobre la masiva desinformación». Dicha publicación fue posteriormente publicada en IDL-Reporteros en donde se acusó a Willax, el canal en donde se hicieron públicas las declaraciones de Villanueva, de realizar una «campaña de desinformación y difamación contra Gustavo Gorriti». Domingo Pérez, por su lado, negó cualquier injerencia de Gustavo Gorriti y que la relación que tiene con él «es la que puede tener un fiscal con un periodista de investigación». Días después, cuando fue entrevistada por la prensa, la fiscal Marita Barreto señaló que «si el señor Gorriti ha cometido delitos o hay indicios de la comisión de delitos entonces hay que investigarlo».
Paralelamente, un grupo de periodistas y personalidades firmaron un manifiesto en apoyo a Gorriti, estando entre los firmantes Rosa María Palacios, Clara Elvira Ospina, Paola Ugaz, Gustavo Mohme Seminario, Ángel Páez, Jacqueline Fowks, Eloy Marchán, Liubomir Fernández Fernández, Claudia Cisneros, Renato Cisneros, Laura Grados, Pedro Francke, Salomón Lerner, Mirtha Vásquez, Rocío Silva-Santisteban, Indira Huilca, Patricia Arévalo, entre otros, quienes afirmaron que Gorriti era «blanco de una campaña de desinformación».  El Instituto Prensa y Sociedad (IPYS) emitió un comunicado solicitando que las declaraciones de Villanueva sobre magistrados y políticos sean «corroboradas y exhaustivamente investigadas» y que «no encontramos indicios delictivos imputables al medio ni al periodista [Gustavo Gorriti]»; sin embargo, el exdirector de El Comercio e integrante del directorio, Alejandro Miró-Quesada Cisneros, negó estar involucrado en ese comunicado. Seguidamente, Gorriti recibió respaldo de más de 60 periodistas de investigación de Latinoamérica, Europa y Estados Unidos en un informe escrito por Fowks para IDL-Reporteros. Entre los medios que dieron su respaldo a Gorriti estuvieron medios digitales como Salud con Lupa, Convoca.pe, Ojo Público, Epicentro e Infopaís; además de periodistas del semanario Hildebrandt en sus Trece, El Búho y de La República; quienes sostuvieron que a Gorriti le estaban haciendo una campaña desinformativa contra el periodista.
Mientras tanto, un grupo de dirigentes del Partido Aprista Peruano se dirigieron a la sede del Congreso y manifestaron que se realizó una persecución contra Alan García y que «son responsables de [su muerte]: Gorriti, cabeza de esta organización, Domingo Pérez, el sicario fiscal, Vela, el creador del cerco criminal... Pablo Sánchez, que permitió estas barbaridades, el juez Sánchez Balbuena que ordenó el allanamiento y detención de Alan sin fundamento y por supuesto el coronel [Harvey] Colchado por ser el brazo ejecutor y que alimenta estas cosas». Según los dirigentes y militantes apristas, se realizó un «cerco» mediático sobre Alan García que lo indujo al suicidio. Días después, se llevó a cabo otro encuentro en la sede de la Junta Nacional de Justicia, en el que participaron simpatizantes del aprismo y el colectivo La Resistencia.
Desde el Congreso, el parlamentarista Esdras Medina solicitó la creación de una comisión para revisar una de las acusaciones de Villanueva debido a que «habrían formado parte de una facción dentro del Ministerio Público orientada a mantener un poder político e intereses subalternos» en referencia los fiscales Vela, Pérez y Sánchez. Sin embargo solo consideró la narrativa de Villanueva hacia Gorriti y omitió las denuncias a los congresistas Martha Moyano, Américo Gonza, y Alejandro Soto y otras revelaciones sobre Keiko Fujimori.
En marzo de 2024, el fiscal Alcides Chinchay inició una investigación que concluyó con el levantamiento del secreto de las comunicaciones y que involucró al periodista Gorriti. La Fiscalía afirmó que el Poder Judicial no impidió investigar las conversaciones entre el periodista y las autoridades. En respuesta, Gorriti se negó a entregar su dispositivo móvil para su revisión. Esta negativa contó con la aprobación de periodistas destacados, como César Hildebrandt.
En mayo de 2024, el diario Expreso publicó unas declaraciones de Villanueva en las que este afirmaba que había mantenido una reunión con Gorriti tras la muerte de García. Según Villanueva, Gorriti le habría firmado un libro y luego habrían brindado con vino diciendo: «¡Brindemos porque se murió. ¡Ganamos!». Ante esto, Jorge del Castillo emplazó públicamente a Gorriti a desmentir dichas declaraciones.
En septiembre de 2024, se realizó una audiencia de amparo solicitada por Gustavo Gorriti que no se emitió por televisión. En esa audiencia, el fiscal Alcides Chinchay se encargó de justificar las razones por las que Gorriti no debería ser excluido del caso, con el supuesto objetivo de «corroborar» mediante la geolocalización «si Gorriti se reunió o no con Jaime Villanueva». Esta audiencia fue criticada debido a que Gorriti solo tenía dos minutos para sustentar su amparo y a que «difícilmente puede resumirse en esos minutos».

#### Gorriti y su presunta presión para la creación del Equipo Especial Lava Jato
De acuerdo a las declaraciones de Villanueva, Gorriti le llamó para decirle que Domingo Pérez había presentado su renuncia a la Fiscalía de Lavado de Activos por lo que le dijo que le dijera a Pedro Chávarry, entonces fiscal de la Nación, que «si hasta las 7 de la noche no se creaba el Equipo Especial Lavajato, él [Gorriti] iba a ser pública esa carta [de renuncia]». Esto hizo que Villanueva se comunique con Patricia Benavides, adjunta de Chávarry en ese entonces, para contarle sobre lo dicho por Gorriti. Benavides le dijo que «vamos a aprovechar para que se cree el equipo y Rafael Vela sea el coordinador». Benavides habló con Chávarry proponiendo a Vela como coordinador y a Domingo Pérez en reemplazo del fiscal Hamilton Castro. Posteriormente, según refiere Villanueva, él habló con Vela y luego Vela se dirigió a la oficina de Benavides  mientras que le encargaron a él que convenza a Domingo Pérez para ser parte del Equipo Especial. Al reunirse Villanueva y Domingo Pérez, éste le puso como condición que sacaran a Castro, a lo que Villanueva le dijo «que va a ser así». Al confirmarse, se sacó una resolución nombrando a Vela como coordinador y a Domingo Pérez en reemplazo de Castro, quien fue sacado.
Villanueva, además, sostuvo que él fue quien le sugirió a Pablo Sánchez, fiscal de la Nación antes de Chávarry, que contara con Domingo Pérez  además de decirle que Vela lo proponga. En conversaciones entre Villanueva y Domingo Pérez, este último puso condición para ir a lavado de activos conservar su «bono» como fiscal anticorrupción.

#### El personal IDL y su supuesta aparición en el despacho de Domingo Pérez
Según declaró Villanueva, en el despacho del fiscal Domingo Pérez vio a la periodista del Instituto de Defensa Legal, Romina Mella, «revisando carpetas fiscales y escribiendo en una computadora» y que tenía un escritorio «reservado para los asistentes en función fiscal». Cabe indicar que Mella colaboró en los artículos de Gorriti de sobre la muerte de Alan García.
Días después, a partir de la supuesta afirmación de Villanueva sobre Mella, 567 personas demandaron ante la JNJ al fiscal interino Pablo Sánchez. Entre los firmantes se encuentran los políticos Luis Gonzales Posada, Rafael Rey, Rafael López Aliaga, entre otros.

### Archivamiento del caso Chinchero
También, Villanueva declaró que presuntamente la exfiscal de la nación, Zoraida Ávalos, le dijo a Vela, cuando le presentó la colaboración eficaz sobre los sobornos que habría recibido Martín Vizcarra en Moquegua, «que tratara de no hacer nada». De igual forma, según Villanueva, Pablo Sánchez archivó el caso Chinchero para que Vizcarra pudiera asumir la presidencia. Zoraida Ávalos, por su parte, negó la afirmación de Villanueva sobre el pedido de no investigar a Vizcarra.

### Presunto nexo entre Fuerza Popular y la Fiscal de la Nación
Jaime Villanueva reveló que la suspendida exfiscal de la Nación, Patricia Benavides, tuvo coordinaciones con la investigada excandidata presidencial Keiko Fujimori para que ordene a su partido a que respalde la remoción de los siete integrantes de la JNJ en el Congreso de la República el 8 de noviembre del año pasado, lo cual no se llegó a concretar. Según la declaración del colaborador eficaz del EFFICOP, Benavides le contó en una llamada —en la que también estuvo el otro exasesor Miguel Girao— que habló con la «alta dirección de Fuerza Popular» para que se una a apoyar el informe final de la Comisión de Justicia que recomendaba la destitución de la JNJ por cometer presuntas faltas graves en el ejercicio de sus funciones.
Villanueva anotó que desde las altas esferas del Partido Fuerza Popular, en referencia a Keiko Fujimori y a Luis Galarreta, le dijeron que respaldarían la destitución de la JNJ solo si la Fiscalía abría una investigación preliminar por el presunto delito de prevaricato contra la Tercera Sala Constitucional de la Corte Superior de Justicia de Lima. Por esa razón, Benavides ordenó a un fiscal y otro de sus asesores, Abel Hurtado, a que preparen inmediatamente la denuncia contra los magistrados de la Tercera Sala Constitucional de la Corte Superior de Justicia de Lima porque el fujimorismo le había señalado que si hasta las 14:00 horas del 8 de noviembre del 2023 no existía algún proceso, entonces no insistirán más con la remoción de la JNJ. Villanueva acotó que la congresista Martha Moyano le había dicho que Patricia Benavides presuntamente le presionaba a Keiko Fujimori para que Fuerza Popular insista con desacatar el fallo del Poder Judicial que salvó a la JNJ y siga con el debate del informe final de la Comisión de Justicia que recomendaba removerlos.

### Declaraciones sobre periodistas
Según Villanueva, debido a que Benavides sentía que la fiscal Marita Barreto, del Eficcop, «estaba muy empoderada» y tenía «mayor notoriedad que ella», dispuso que se filtrara información a la prensa contra Barreto. Uno de los periodistas que recibió dicha información fue Beto Ortiz, debido a que Barreto «habría coordinado y tenía conocimiento de la detención de su amigo Mauricio Fernandini».  Otro periodista mencionado es Carlos Paredes, de quien Villanueva declara que le envió información sobre una denuncia presentada por Patricia Chirinos a lo cual Paredes luego publicó un tuit informando que el Ministerio Público había abierto investigación.
Villanueva también declaró que el director del diario La República, Gustavo Mohme, solicitó la salida de los fiscales Rafael Vela y Domingo Pérez.  Además, Villanueva mencionó que Martín Vizcarra coordinó con el periodista César Romero para que éste sacara un reportaje señalando a Rafael Vela como miembro de Los Cuellos Blancos. Según Villanueva, él le sugirió a Vela que filtrara «lo de Vizcarra», lo que llevó a que Vizcarra fuera vacado. Adicionalmente, Villanueva mencionó a la periodista Rosa María Palacios a quien señaló de reunirse con Patricia Benavides para solicitarle el archivamiento del caso contra Pedro Salinas.
Otra periodista mencionada por Villanueva fue Graciela Villasís, de El Comercio. Según Villanueva, Villasís era la «periodista preferida» de Rafael Vela, quien le filtraba información en tiempo real de las declaraciones de los colaboradores del caso Odebrecht en Brasil. Además, Villanueva señaló que la filtración en tiempo real era a cambio del apoyo de El Comercio a los fiscales mencionando que, a través de Villasís, Vela se reunió con Fernando Berckemeyer y Juan Aurelio Arévalo Miró Quesada, directores del referido medio. En añadidura, Villanueva declaró que Villasís era vista como una aliada por el entonces fiscal de la nación Pablo Sánchez, con quien se reunía en distintas ocasiones.

### Presunto favorecimiento a Pedro Castillo y Perú Libre
Según declaró Villanueva que éste estuvo en una reunión con Rafael Vela en donde el político Vladimir Cerrón le pidió que no involucre al expresidente Pedro Castillo en la investigación por lavado de activos contra Perú Libre ya que esto podría perjudicar la campaña por segunda vuelta en las elecciones presidenciales del 2021. Rafael Vela, a cambio, pidió que los congresistas de Perú Libre presenten un proyecto de ley para que los fiscales superiores con 10 años de antigüedad puedan acceder a ser fiscales supremos. Ante estas declaraciones, Cerrón, desde la clandestinidad y a través de X, declaró que dicha reunión entre junio-julio del 2021 en la cual Ruth Luque le pidió 5 ministerios y el premierato para Verónika Mendoza a cambio se archivaría el Caso Dinámicos del Centro. Luque posteriormente confirmó ese encuentro.

### Presunta estrategia política en el Jurado Nacional de Elecciones durante las elecciones de 2021
En sus declaraciones dadas el 24 de enero, Villanueva mencionó que Rafael Vela le habló de una presunta «estrategia» por la cual «el Jurado Nacional de Elecciones estaba diseñado para que no salga la señora Fujimori». Esto, según Villanueva, fue dicho por Vela ya que Vela era muy cercano a Janet Talavera, asesora de Jorge Salas Arenas (líder del JNE) por lo que tenía «noticias dentro de lo que se dice desde dentro del Jurado Nacional de Elecciones». El magistrado Salas Arenas, del JNE, criticó que esa supuesta «operación política» compartida por Keiko Fujimori buscaría revivir la crisis electoral ocurrida en 2021 en que la candidata presidencial perdió la segunda vuelta.

### Caso José Ávila y presunto encuentro con Félix Chero
Según declaraciones de Villanueva, no públicas en ese entonces, él presenció a un miembro de la JNJ reunido con el entonces ministro de justicia Félix Chero para pedirle favores de índole personal.  Ante esto, José Ávila Herrera, presidente de la JNJ, presentó su renuncia como miembro de la JNJ. La Procuraduría General del Estado solicitó al fiscal de la Nación interino la realización de diligencias preliminares hacia ambos exfuncionarios.
José Ávila posteriormente admitió su apoyo a Patricia Benavides en asumir el puesto de fiscal con un alto puntaje a pesar de que tenía problemas de comunicación durante su postulación.

### Reunión entre Benavides y José Ugaz
Según Villanueva, el exprocurador José Ugaz se reunió con Patricia Benavides en una reunión que no fue registrada. En el programa de Milagros Leiva, Ugaz declaró que se reunió para interceder por una empresa amenazada por la Autoridad para la Reconstrucción con Cambios.

### Presunto favor de Rafael Vela a Dina Boluarte
Villanueva declaró que Rafael Vela intercedió a favor de Dina Boluarte, cuando era vicepresidenta, para que no prosperara el pedido de prisión preventiva en su contra por el Caso Los Dinámicos del Centro y así pudiera «asumir la presidencia» si Pedro Castillo era vacado. Vela realizó dicho manejo a cambio de que ella lo favoreciera habilitando plazas para que pueda acceder al puesto de fiscal supremo.

### Presunto pacto entre Boluarte y Benavides
Villanueva declaró que entre Benavides, Boluarte y Alberto Otárola, entonces ministro de defensa, hubo «una alianza, una suerte de acuerdo» para diciembre de 2022, en el contexto de las protestas contra su toma de mando. Villanueva declaró que Benavides y Boluarte siempre buscaron reunirse tras eventos públicos, aunque él se había reunido en un par de oportunidades con la presidenta, estando en ambas oportunidades Nicanor Boluarte, hermano de la mandataria. Sin embargo, para julio-agosto, el pacto se había roto tras la apertura de las investigaciones por parte de la fiscalía contra Boluarte por el caso de las muertes en las protestas.

### Tesis de Patricia Benavides
Villanueva, ante el cuestionamiento sobre la presunta intervención de Andrés Hurtado «Chibolín» en la elaboración de la tesis de Patricia Benavides, declaró que «yo no puedo asegurar si se la hicieron, lo que sí puedo decir es que era evidente que no podía dar cuenta de los temas que trataba la tesis». Además, afirmó que vio a Hurtado conversando con Benavides.
En 2025, Hurtado confirmó que se reunió con Benavides en dos oportunidades y afirmó que estos fueron por motivos profesionales.

## Figuras atribuidas en el escándalo

### Atribuidos en el caso La Fiscal y su Cúpula del Poder
El Equipo Especial de Fiscales contra la Corrupción en el Poder identificó a varias personas vinculadas a la presunta organización delictiva La Fiscal y su Cúpula del Poder:
- Patricia Benavides: Fiscal de la Nación e indicada como supuesta líder de la organización por los ocho hechos detectados por el Ministerio Público.[180] Se hizo llamar «Vane» en servicios de mensajería instantánea.[181]
- Jaime Villanueva: Exasesor de Patricia Benavides y encargado de las coordinaciones desde el Ministerio Público. Previamente fue parte del círculo de confianza de Pedro Castillo.[nota 2] El exasesor manifestó reconocer sus actos cuando fue encargado de las comunicaciones con Benavides.[184]
- Miguel Girao: Exasesor de Patricia Benavides. Coordinó con Villanueva en la conclusión de la designación de Bersabeth Revilla Corrales, quien investigó a Emma Benavides.[185]
- Abel Hurtado: Coordinador Parlamentario. Efectuó coordinaciones con Congresistas de la República y fue el enlace entre el Ministerio Público y el Parlamento Nacional en favor de los intereses de Patricia Benavides.
- Guillermo Silva Loli: Responsable de filtrar información para Benavides ante los medios de comunicación afines.[186]
- Hernán Garrido Lecca: Fue Ministro de Vivienda en el segundo gobierno de Alan García. Es señalado como «asesor en la sombra» de Patricia Benavides, quien confirmó haberla conocido.[187] Villanueva declaró que Patricia Benavides lo conocía como «el Africano».
- José Luis Hauyón Dall’Orto: Abogado del caso Sodalicio.[36] Fue acusado de utilizar la Fiscalía para intimidar a quienes exponían los crímenes de la organización, entre ellos Pedro Salinas, Paola Ugaz y Daniel Yovera.[188] Además, se habría visto involucrado en las presiones ejercidas hacia Rafael Vela para archivar la investigación antes de ser separado de la institución por decisión de Benavides.[36][189]
- Rudy Aguedo del Castillo: Representante de la Autoridad Nacional de Control del Poder Judicial.[190]
- Ricardo Dulanto Ysla: Persona de confianza de Benavides que supuestamente planificaba reemplazar a José Domingo Pérez.[191]
- Juan Fernández Jerí: Jefe de la Autoridad Nacional de Control del Ministerio Público, cuando asumió en 2022.[nota 3] En despacho, se encargó de aplicar correctivos y sanciones disciplinarias a todos los fiscales del país por varios meses.[194] En 2025, fue denunciado por la fiscal de la nación Delia Espinoza por abuso de autoridad.[195]
- Jaqueline Tarillo: Jueza de la Corte Superior de Lima, la magistrada es acusada por un colaborar eficaz por presuntamente haber favorecido a la suspendida fiscal de la Nación, Patricia Benavides, al declarar fundada la medida cautelar que suspendió las investigaciones preliminares seguidas contra ella por la Junta Nacional de Justicia tras coordinaciones entre ella y su exasesor, Jaime Villanueva.
- Patricia Chirinos: Congresista de la República. Según las declaraciones del asesor Jaime Villanueva, la congresista Chirinos habría colaborado en la coordinación para la destitución de los miembros de la Junta Nacional de Justicia y de la exfiscal de la Nación, Zoraida Ávalos.[196] Además, en enero de 2024, el mismo asesor confirmó que la congresista Chirinos fue responsable de la investigación de magistrados de la Corte de Justicia de Lima.[197] Cabe señalar que la congresista Chirinos no fue incluida en el organigrama oficial de Valkiria VI.
- Martha Moyano: Congresista de la República. Según Villanueva, Moyano le realizaba diversos pedidos a Benavides y le reclamó a ésta cuando Benavides presentó investigación por genocidio a la Presidenta Dina Boluarte y al primer ministro, Alberto Otárola, asimismo, le pidió a la entonces fiscal de la nación que solo seguirían apoyándola desde su partido si removía de sus cargos a los fiscales Rafael Vela y José Domingo Pérez del Caso Lava Jato y de las investigaciones al Partido Fuerza Popular.
- Alejandro Muñante: Congresista de la República, según Villanueva, existieron coordinaciones entre él y el congresista conocido como “agente especial” para usar las labores del parlamentario Alejandro Muñante como una vía para que se pueda llevar a cabo el presunto copamiento de la JNJ con funcionarios afines serían aprovechadas por Benavides Vargas. La estrategia a seguir comprendía una propuesta legislativa que el congresista conservador había presentado y que buscaba que el presidente del TC presidiera dicha institución.[198]
- Josué Gutiérrez: Defensor del Pueblo. Según Villanueva, este reconoció que coordinó con los congresistas, por orden de la fiscal de la Nación, Patricia Benavides, la elección del defensor de Pueblo para llevar a cabo un nuevo proceso de selección de los magistrados de la Junta Nacional de Justicia ante su remoción que presidiría Gutiérrez como presidente de la comisión para elegir a los nuevos miembros del pleno del organismo estatal.

### Otras figuras públicas relacionadas
Tras las declaraciones de Jaime Villanueva, los siguientes personajes fueron involucrados en expedientes no relacionados directamente a Patricia Benavides:
- Dina Boluarte: Presidenta de la República del Perú. Según Villanueva, este declaró que la presidente de la República, Dina Boluarte, recibía información privilegiada de las investigaciones que realizaba el despacho de la exfiscal de la Nación Patricia Benavides, a través de su abogado Óscar Nieves Vela, relacionados con los Caso Los Dinámicos del Centro y las muertes por las protestas ocurridas en su gestión.
- Alberto Otarola: Primer Ministro del Perú. En un audio, el exasesor principal de la fiscal de la Nación, Patricia Benavides, pedía interceder con el titular de la PCM, Alberto Otárola, para hacer frente a unas supuestas coordinaciones cuya finalidad sería obtener votos para la inhabilitación de la exfiscal de la nación, Zoraida Ávalos. Posteriormente el propio exasesor admitió participar en conversaciones con Otárola.[199]
- Alejandro Soto: Presidente del Congreso de la República. Según Villanueva, Soto le solicitó a Benavides que archive el Caso Fábrica de Trolls, para priorizar en el Pleno del Congreso la moción a los miembros de la Junta Nacional de Justicia.[200]
- Gustavo Gorriti: Periodista de investigación de IDL-Reporteros. Según Villanueva, Gorriti dirigía las investigaciones del Caso Lava Jato, que atribuyó específicamente el "Caso cocteles" donde se investigaba al partido Fuerza Popular.
- Rafael Vela: Fiscal Superior de Lavado de Activos. Según lo declarado por Villanueva, Vela entregó información al periodista Gustavo Gorriti «para cercar al ex presidente Alan García» ante los casos de corrupción por los que se investigaba al difunto exmandatario.[107]
- José Domingo Pérez: Fiscal Provincial. Según lo declarado por Villanueva, el coordinaba con el periodista Gustavo Gorriti ante los hechos de investigación que relacionaban el Caso Cocteles.[49]
- Daniel Salaverry: Expresidente del Congreso de la República. Jaime Villanueva declaró además que Juan Fernández Jeri, Jefe de la Autoridad de Control del Ministerio Público, tenía "la misión de suspender a Rafael Vela y José Domingo Pérez". En ese sentido, relató que Daniel Salaverry, expresidente del Congreso, pidió el nombramiento de Fernández por un pedido del Partido Aprista Peruano.
- Zoraida Ávalos: Exfiscal de la Nación. De acuerdo a Villanueva, Ávalos le pidió a Rafael Vela que no investigara a Martín Vizcarra por el Caso Club de la Construcción.[149]
- Pablo Sánchez: Fiscal Supremo. De acuerdo a Villanueva, Sánchez archivó el Caso Chincheros para que el expresidente Martín Vizcarra no tuviera inconvenientes para ser presidente de la República en el año 2018.[148]
- Vladimir Cerrón: Líder del Partido Político Perú Libre. Según Villanueva, éste se reunió con el Fiscal Superior, Rafael Vela para que no involucre al expresidente Pedro Castillo en las investigaciones por lavado de activos que involucraba a su partido.[158]
- Keiko Fujimori:  Líder del Partido Político Fuerza Popular. Según Villanueva, este reveló que la suspendida exfiscal de la Nación, Patricia Benavides, tuvo coordinaciones con la excandidata presidencial Keiko Fujimori para que ordene a su partido a que respalde la remoción de los siete integrantes de la Junta Nacional de Justicia (JNJ) en el Congreso de la República que se debatió en noviembre del año pasado.[107]
- Luis Galarreta: Ex Congresista de la República, Según Villanueva, este anotó que desde las altas esferas de Fuerza Popular, en referencia a Keiko Fujimori y el secretario general del Partido, Luis Galarreta, le dijeron que respaldarían la destitución de la JNJ solo si la Fiscalía abría una investigación preliminar por el presunto delito de prevaricato contra la Tercera Sala Constitucional de la Corte Superior de Justicia de Lima.[107]
- José María Balcázar: Congresista de la República. Según declaraciones de Villanueva, éste pidió a Benavides el archivamiento de su caso para favorecerlo en votaciones ante el congreso.[49]
- José Antonio Chang: Rector de la Universidad de San Martín de Porres. Según declaraciones de Villanueva, Patricia Benavides le comentó que el exministro de Educación del segundo gobierno del expresidente Alan García, José Antonio Chang, le habría conseguido casi el respaldo pleno del Tribunal Constitucional favor de su recurso. Aunque, anotó que le faltaba la adhesión del tribuno César Ochoa Cardich.[201]
- Guillermo Thornberry Villarán: Magistrado de la Junta Nacional de Justicia, según declaraciones de Villanueva, el magistrado era el informante del exasesor de Patricia Benavides en la entidad que removía a jueces y fiscales a nivel nacional.  Thornberry afirmó posteriormente tener amistad con Hernán Garrido Lecca, quien fue acusado de ofrecer información a Benavides.[202]
- Ruth Luque: Congresista de la República. Según declaraciones de Villanueva, hubo una reunión entre Vladimir Cerrón y el exasesor de Patricia Benavides en el departamento de la congresista donde se le solicitó al Fiscal Superior, Rafael Vela que no investigara al expresidente, Pedro Castillo.[49]
- Henry Ávila Herrera: Presidente de la Junta Nacional de Justicia (JNJ). Según declaraciones de Villanueva, Ávila tuvo un encuentro con el entonces ministro Félix Chero para solicitud de favores de nivel empresarial.[164] Luego de negar la declaración del exasesor, renunció a su cargo.[203] El exmagistrado afirmó que el exasesor de Benavides le invitó a participar de una reunión con la antes máxima autoridad del Ministerio Público.[204]
- José Jerí: Congresista de la República. Según declaraciones de Villanueva, el congresista solicitó que se archive la investigación que había contra Juan Carlos Morillo, exgobernador regional de Áncash y militante de su partido Somos Perú.[205]
- José Williams: Congresista de la República. Según declaraciones de Villanueva, el congresista e ofreció a recolectar votos a cambio de que Patricia Benavides formule una denuncia constitucional contra los congresistas Darwin Espinoza, Elvis Vergara, Ilich López, Jorge Flores Ancachi y Juan Carlos Mori por el caso "Los Niños" y se apruebe la inhabilitación de la exfiscal de la Nación, Zoraida Ávalos.[205]
- Katy Ugarte: Congresista de la República. Según declaraciones de Villanueva, ella solicitó a la exfiscal de la Nación que se le archiven sus investigaciones por el caso "mochasueldos".[205]
- Edgar Tello: Congresista de la República. Según declaraciones de Villanueva, el solicitó a la exfiscal de la Nación que se le archiven sus investigaciones en el caso "mochasueldos".[205]
- Luis Cordero Jon Tay: Congresista de la República. Según declaraciones de Villanueva, solicitó que sea apartado de la investigación seguida por su viaje a Panamá en el caso conocido como "El español", apodo que se le acuñó a Jorge Hernández Fernández, quien fue contactado por el expresidente Pedro Castillo para que forme un equipo de inteligencia que espíe a miembros de la oposición en el Parlamento.[205]
- Francisco Morales Saravia: Magistrado que había influido a favor de Benavides durante el juicio político a la Junta Nacional de Justicia, según colaboración eficaz.[206]
- Juan Carlos Tafur: Periodista que tuvo entrevistas con Villanueva. Fue crítico de la fiscal Barreto durante la investigación a Patricia Benavides.[207]
- Gryka Asayag: Exasesora de Dina Boluarte. Atribuida como intermediadora con Villanueva y un empresario, en un supuesto cambio de favores para la construcción de un data center en el Ministerio Público.[54]
- Mirtha Gonzales Yep: Atribuida como encargada de buscar comunicación con Harvey Colchado para supuestamente tener la condición de colabora eficaz con ayuda del periodista Umberto Jara. La tesis fiscal señaló que ella no buscaba esa condicióm sino de esclarecer los hechos a partir de las declaraciones de Jaime Villanueva.[208]